# Lobulia elegans
Lobulia elegans är en ödleart som beskrevs av  George Albert Boulenger 1897. Lobulia elegans ingår i släktet Lobulia och familjen skinkar. Inga underarter finns listade i Catalogue of Life.